# Sphecodes libericus
Sphecodes libericus är en biart som beskrevs av Cockerell 1936. Sphecodes libericus ingår i släktet blodbin, och familjen vägbin. Inga underarter finns listade i Catalogue of Life.